# OpenCV
OpenCV (англ. open source computer vision library) — библиотека алгоритмов компьютерного зрения, обработки изображений и численных алгоритмов общего назначения с открытым кодом. Реализована на Си/C++, также разрабатывается для Python, Java, Ruby, Matlab, Lua и других языков. Может свободно использоваться в академических и коммерческих целях — распространяется в условиях лицензии BSD.
Первая версия OpenCV была написана на Си, начиная со второй версии был осуществлён переход на C++. Все новые разработки и алгоритмы появляются в API C++. Поддерживается привязки на Python, Java и MATLAB/Octave.
Значительная часть проекта разработана российской компанией Itseez, поглощённой в мае 2016 года корпорацией Intel.
Поддерживается на Microsoft Windows (компиляторы Microsoft Visual C++ (6.0, .NET 2003), Intel Compiler, Borland C++, Mingw (GCC 3.x)), Windows RT, Linux (GCC 2.9x, 3.x, Intel Compiler), macOS, Android, iOS.
Поддерживаемые средства графического интерфейса и видеозахвата в Windows — DirectShow, VfW, MIL, CMU1394; в Linux — V4L2, DC1394, FFMPEG; в macOS — QuickTime.

## Основные модули
В версии 2.2 библиотека была реорганизована. Вместо универсальных модулей cxcore, cvaux, highGUI и других было создано несколько компактных модулей с более узкой специализацией:
- opencv_core — основная функциональность. Включает в себя базовые структуры, вычисления (математические функции, генераторы случайных чисел) и линейную алгебру, DFT, DCT, ввод-вывод для XML и YAML.
- opencv_imgproc — обработка изображений (фильтрация, геометрические преобразования, преобразование цветовых пространств).
- opencv_highgui — простой интерфейс, ввод-вывод изображений и видео.
- opencv_ml — модели машинного обучения (SVM, деревья решений, обучение со стимулированием и т. д.).
- opencv_features2d — распознавание и описание плоских примитивов (SURF[англ.], FAST и другие, включая специализированный фреймворк).
- opencv_video — анализ движения и отслеживание объектов (оптический поток, шаблоны движения, устранение фона).
- opencv_objdetect — обнаружение объектов на изображении (нахождение лиц с помощью алгоритма Виолы-Джонса, распознавание людей HOG).
- opencv_calib3d — калибровка камеры, поиск стерео-соответствия и элементы обработки трёхмерных данных.
- opencv_flann — библиотека быстрого поиска ближайших соседей (FLANN 1.5) и обёртки OpenCV.
- opencv_contrib — сопутствующий код, ещё не готовый для применения.
- opencv_legacy — устаревший код, сохранённый ради обратной совместимости.
- opencv_gpu — ускорение некоторых функций OpenCV за счет CUDA, создан при поддержке NVidia.